# Vilajuïga
Vilajuïga est une commune d'Espagne dans la communauté autonome de Catalogne, province de Gérone, de la comarque d'Alt Empordà.

## Lieux et monuments
Le Rachdingue - Discothèque surréaliste